# دومینیک ریچاردسون
دومینیک ریچاردسون (انگلیسی: Dominique Richardson؛ زادهٔ ۶ سپتامبر ۱۹۹۲) بازیکن فوتبال اهل بریتانیا است.
وی همچنین در تیم ملی فوتبال Bermuda بازی کرده‌است.